# Taxus fuana
Taxus fuana là một loài thực vật hạt trần trong họ Taxaceae. Loài này được Nan Li & R.R.Mill mô tả khoa học đầu tiên năm 1997.